# えびの地震
えびの地震（えびのじしん）は、1968年（昭和43年）2月21日10時44分50秒、宮崎県と鹿児島県境の韓国岳の北西15km付近（北緯32度1分、東経130度43分）を震源として発生したM6.1の地震。えびの町（現:えびの市）の真幸地区では、震度6を観測した。

## 概要
1968年（昭和43年）2月21日8時51分37秒に震度5 (M5.7)、また、翌2月22日19時19分05秒にも同じく震度5 (M5.6)を記録している。気象庁では、21日午前10時45分の地震をえびの地震と命名し、8時51分の揺れは前震、翌日の22日19時19分の揺れは余震とした。3月25日以降活動は再活発化した群発地震であると考えられる。
- 21日8時51分発生の前震から翌月3月25日1時21分発生の余震（えびので震度5ないし震度6[4]）まで、震度5以上の地震が5回発生し、その内の4回の地震では被害を生じた。
- 揺れはほぼ九州全域で観測され、被害は宮崎県、熊本県、鹿児島県の3県におよび、特に真幸地区と鹿児島県姶良郡吉松町（現・湧水町吉松地区）の被害が大きかった。
- 土地柄、シラス崩壊による被害が多かった。
- 被害状況は死者3名、負傷者44名、全壊498戸、半壊1,278戸、一部損壊4,866戸。この他にも鉄道、道路などが分断、橋の損壊、耕地の埋没も見られた。
- 地震によって弱くなった地盤は、1972年7月に発生した集中豪雨により崩壊し被害を生じた[5]。

## 各地の震度
震度4以上の揺れを観測した地点は以下の通り。
| 震度 | 都道府県 | 観測所                     |
| ---- | -------- | -------------------------- |
| 6    | 宮崎県   | えびの                     |
| 5    | 熊本県   | 人吉                       |
| 4    | 宮崎県   | 延岡・宮崎・油津           |
| 4    | 鹿児島県 | 枕崎・阿久根・宮之城通報所 |